# Toegepaste taalkunde (wetenschap)
De toegepaste taalkunde (ook wel Interdisciplinaire, Antropologische of Fenomenologische Taalkunde genoemd) is binnen de algemene taalkunde een interdisciplinaire studie die zich bezighoudt met allerlei aan taal gerelateerde problemen in het echte leven, bijvoorbeeld op het gebied van taalbeleid. De toegepaste taalwetenschap vertoont daardoor niet alleen raakvlakken met andere deelgebieden van de taalkunde, maar ook met geheel andere disciplines zoals onderwijs, psychologie, antropologie en sociologie.
De toegepaste taalkunde heeft onder andere betrekking op tweetaligheid en meertaligheid, computergestuurde communicatie, conversatie-analyse, contrastieve taalkunde, taalbeoordeling, alfabetiseringsgraad, discoursanalyse, tweedetaalverwerving, lexicografie, taalbeheersing, taalplanning, pragmatiek, forensische linguïstiek en vertaling.

## Geschiedenis
Het begin van de toegepaste taalkunde als aparte discipline wordt gesitueerd aan het eind van de jaren 40 van de 20e eeuw, met de eerste uitgave aan de Universiteit van Michigan van het blad "Language Learning: A Journal of Applied Linguistics".
De toegepaste taalkunde was vooral een reactie op een bepaalde stroming die de generatieve taalkunde was ingeslagen. Ze onderscheidde zich daarnaast van de theoretische taalkunde doordat er gefocust werd op specifiek taalgerelateerde problemen in de buitentalige werkelijkheid.

## Onderverdeling
Toegepaste taalkunde bestaat onder andere uit de subdisciplines:
- Cognitieve linguïstiek, de leer van het gebruik van taal aan de hand van cognitieve processen
- Computationele taalkunde, de leer het gebruik van taal in de informatica
- Etnolinguïstiek, de leer van etnolecten
- Forensische linguïstiek, de leer van taal in relatie tot misdaad
- Klinische linguïstiek, het diagnosticeren, verhelpen en voorkomen van taalstoornissen
- Mathematische taalkunde en/ of Taalstatistiek, de leer van onder andere taalwetten aan de hand van statistieken
- Medialinguïstiek, de leer van taal in de media
- Neurolinguïstiek, de leer van de relatie tussen taal en brein
- Politolinguïstiek, de leer van taal in relatie tot politiek
- Psycholinguïstiek, de leer van corpora en taalverwerving.
- Rechtslinguïstiek, de leer van de relatie tussen taal en jurisdictie, een nieuwe discipline
- Sociolinguïstiek, de leer van de wisselwerking tussen taal en maatschappij
- Taalbeheersing, de leer van de juiste aanwending van taal
- Taalpathologie, een algemene studie van taalstoornissen
- Tekstlinguïstiek, de leer van taalstructuur op een hoger niveau dan dat van zinnen.
- Vertaalwetenschap
- Tolkwetenschap